# 오노헤타촌
오노헤타촌(小野部田村)은 일본 구마모토현 시모마시키군에 설치되었던 촌이다. 현재의 우키시의 일부에 해당한다.